# بولي بيريت
بولي بيريت (بالإنجليزية: Pauley Perrette)‏ ممثلة أمريكية وُلدت في 27 مارس 1969 بنيو أورلينز، لويزيانا في الولايات المتحدة الأمريكية. اشتهرت عن طريق دورها في مسلسل ان سي أي اس حيث لعبت دور آبيجايل.

## الأعمال الفنية
عملت «باولي» كمغنية رئيسية في فرق «روك أند رول» نسائية اسمها «لو بول». The Price of Kissing (1997), Hand on the Pump, Hoofboy [1](1998), Civility, Almost Famous (2000), My First Mister (2001), The Ring, Red Skies, Hungry Hearts (2002), Ash Tuesday, Brother Bear (2003), Cut and Run, A Moment of Grace (2004), Potheads: The Movie (2005), The Singularity Is Near (2008), Satan Hates You (2010), I Am Bad, Superman vs. The Elite (2012), Citizen Lane (2013), Scooby-Doo! and Kiss: Rock and Roll Mystery (2015). من المواهب الرائعة لدى «باولي» الشعر والتأليف حيث سبق أن نشرت قصائد شعرية وقصص قصيرة إلى جانب التصوير الفوتوغرافي [2]

## روابط خارجية
- بولي بيريت على موقع IMDb (الإنجليزية)
- بولي بيريت على موقع روتن توميتوز (الإنجليزية)
- بولي بيريت على موقع ألو سيني (الفرنسية)
- بولي بيريت على موقع ميوزك برينز (الإنجليزية)
- بولي بيريت على موقع أول موفي (الإنجليزية)
- بولي بيريت على موقع قاعدة بيانات الأفلام السويدية (السويدية)
- بولي بيريت على موقع إن إن دي بي (الإنجليزية)
- بولي بيريت على موقع أول ميوزيك (الإنجليزية)
- بولي بيريت على موقع ديسكوغز (الإنجليزية)
- بولي بيريت على موقع قاعدة بيانات الفيلم (الإنجليزية)